# Careby Aunby and Holywell
Careby Aunby and Holywell – gmina (civil parish) w Anglii, w hrabstwie Lincolnshire, w dystrykcie South Kesteven. Leży 56 km na południe od Lincoln i 139 km na północ od Londynu.